# Терешполь-Заоренда
Тере́шполь-Заоре́нда (пол. Tereszpol-Zaorenda) — деревня в Билгорайском повете Люблинского воеводства Польши. Административный центр гмины Терешполь. Находится примерно в 12 км к востоку от центра города Билгорай. По данным переписи 2011 года, в деревне проживало 1123 человека.

## География
Терешполь расположен среди лесных комплексов в восточной части Белограйского повета, на территории Сольской Пущи и Расточья. Является одной из трёх деревень, составляющих ансамбль под общим названием Терешполь. Местность простирается в длину более чем на 5 км вдоль местной дороги, уходящей к югу от воеводской дороги № 858 в отношениях Билгорай-Щебжешин. Порядок сёл с севера на юг следующим образом: Терешполь-Заоренда, Терешполь-Зыгмунты, Терешполь-Кукелки.

## История
Терешполь был основан как лесная деревня в XVII веке, основанная замойскими ординатами. Название деревни происходит от имени Терезы Аниэли из Миховских, жены Томаша Антония Замойского. Со временем Терешполь превратился в большую деревню, население которой до Второй мировой войны достигло почти 3000 человек.
В сентябре 1939 года Терешполь и его окрестности были местом боев солдат Войска Польского с нацистской Германией. Во время Второй мировой войны в селе действовал отряд Народной гвардии им. Тадеуша Костюшко под командованием Грегожа Корчиньского. Этот отряд 10 декабря 1942 года уничтожил оборудование узкоколейной станции, а 1 мая 1943 года поджёг лесопилку в результате чего один немец погиб, а 4 украинских охранника перешло на сторону партизан.
После второй мировой войны Терешполь был резиденцией гмины Терешполь, принадлежащей первоначально замойскому повету, но позже был присоединён к Билгорайскому повету. В 1976—1984 годы гмина была упразднена, а её территория была разделена между гминами Звежинец и Билгорай. В 1984 году гмина была восстановлена, а ее административным центром вновь стал Терешполь. 31 декабря 1999 года было изменено официальное название города из Терешполь-Заоренда на просто Терешполь. Тем не менее, название Терешполь-Заоренда по-прежнему используется (в том числе на дорожных указателях), чтобы иметь возможность отличить деревню от соседних.

## Население
Демографическая структура по состоянию на 31 марта 2011 года:
|         | Всего | До трудоспособного возраста | Трудоспособного возраста | Старше трудоспособного возраста |
| ------- | ----- | --------------------------- | ------------------------ | ------------------------------- |
| Мужчины | 574   | 134                         | 381                      | 59                              |
| Женщины | 549   | 122                         | 296                      | 131                             |
| Всего   | 1123  | 256                         | 677                      | 190                             |